# Sicienko
Sicienko è un comune rurale polacco del distretto di Bydgoszcz, nel voivodato della Cuiavia-Pomerania.
Ricopre una superficie di 179,46 km² e nel 2007 contava 9083 abitanti.